# Karl Troßmann
Karl Joseph Troßmann (* 26. Dezember 1871 in Würzburg; † 24. November 1957 in Nürnberg) war ein deutscher Politiker (BVP).

## Leben und Wirken
Nach dem Ersten Weltkrieg wurde Troßmann Mitglied der Bayerischen Volkspartei (BVP). Von 1919 bis 1924 gehörte er dem Bayerischen Landtag an. Später wurde er auch Geschäftsführer der BVP in Mittelfranken.
Bei den Reichstagswahlen vom Dezember 1924 zog Troßmann für seine Partei in den Reichstag der Weimarer Republik ein. Bei den Reichstagswahlen vom Mai 1928 kandidierte er erfolgreich im Wahlkreis 26 (Franken). Sein Parlamentsmandat wurde in den folgenden Jahren viermal bestätigt, im September 1930, im Juli und November 1932 und im März 1933. Insgesamt gehörte er dem Parlament ohne Unterbrechung von Dezember 1924 bis November 1933 an. Das wichtigste parlamentarische Ereignis, an dem Troßmann während seiner Abgeordnetenzeit beteiligt war, war die Verabschiedung des Ermächtigungsgesetzes im März 1933. Diesem Gesetz, das die juristische Grundlage für die Errichtung der NS-Diktatur darstellte, stimmte Troßmann, trotz erklärter Gegnerschaft zum Nationalsozialismus, zu. Die Motive für seine Zustimmung sind unklar, wahrscheinlich ist jedoch, dass er wie andere Konservative zustimmte, in der Hoffnung so „Schlimmeres zu verhindern.“
1932 veröffentlichte Troßmann die Streitschrift Hitler und Rom. In dieser prangerte er die Brutalität der NS-Bewegung im Umgang mit Andersdenkenden an. Ferner warnte er bemerkenswert präzise vor den Konsequenzen die ein Machtantritt des Nationalsozialismus haben würde:
„Was bliebe uns vom Nationalsozialismus und all seinen Versprechungen, gemessen an den deutschen Verhältnissen? Eine brutale Parteiherrschaft, die mit allen Volksrechten aufräumen würde. Die Aussicht auf einen neuen Krieg, der bei den gegebenen Verhältnissen noch verhängnisvoller enden müsste als der letzte Krieg. Der Ruin Deutschlands und ein nachfolgendes vergrößertes Elend. Dieses drohende Unheil zu verhüten, ist wahrhaft christliche Tat.“
Im Erscheinungsjahr des Buches erwirkte Gottfried Feder die Streichung eines Absatzes. Dies hatte die Beschlagnahme und nahezu vollständige Vernichtung der Auflage zur Folge. Nach der nationalsozialistischen „Machtergreifung“ wurde erneut die Restauflage des Buches nach einer Hausdurchsuchung bei Troßmann beschlagnahmt und vernichtet. Im Juni 1933 wurde Troßmann im Zuge einer Aktion gegen die BVP vorübergehend in „Schutzhaft“ genommen. Im März 1933 war er als Kreisgeschäftsführer der BVP entlassen worden und betrieb dann ein Tabakgroßhandels- und Versandgeschäft, ehe ihm im Oktober 1935 die Gewerbelegitimationskarte entzogen wurde. Zunächst ohne Einkommen, fand er 1938 eine Beschäftigung als Eisendreher bei MAN in Nürnberg.
Sein Sohn Hans Troßmann (1906–1993) war von 1949 bis 1970 der erste Bundestagsdirektor.